# Finnair
Finnair er et flyselskab fra Finland, med hovedsæde i Vantaa og hub på Helsinki-Vantaa Airport.
I 1923 etablerede Bruno Lucander selskabet som Aero O/Y. 20. marts 1924 var den første officielle afgang, som gik til Tallinn i Estland med et Junkers F.13 fly.
8.8 millioner passagerer fløj i 2006 med Finnair på 15 indenrigsruter og 55 internationale.
Selskabet er medlem af flyalliancen Oneworld.